# چت‌بات

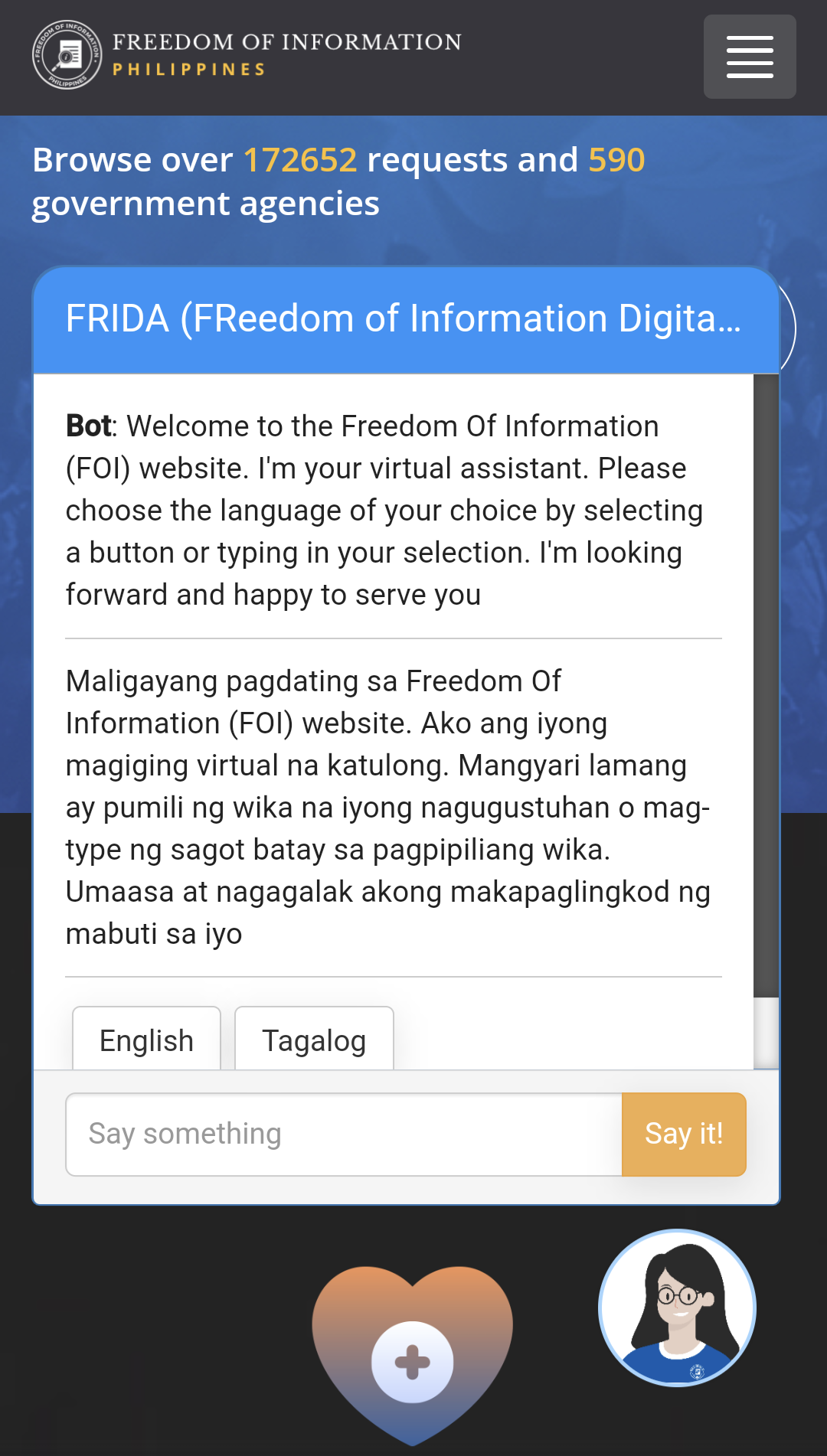
یک چت‌بات دستیار مجازی

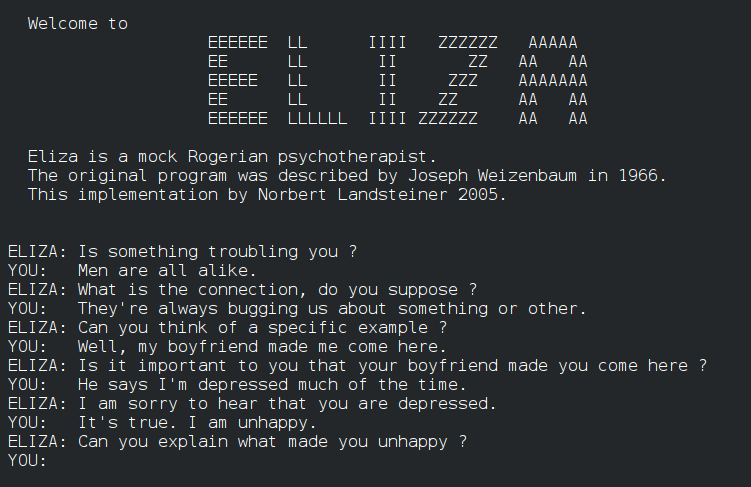
الیزا چت‌بات در ۱۹۶۶

چت‌بات (به انگلیسی: Chatbot) یک عامل نرم‌افزاری است که برای شبیه‌سازی یک مکالمه هوشمند با یک یا چند کاربر انسانی از طریق صدا یا متن طراحی شده‌است. نام دیگر بات مکالمه دستیار مجازی هوشمند می‌باشد. هدف نهایی این ربات‌ها، شبیه‌سازی مکالمه در سطحی است که کاربر نتواند آن را از یک انسان تشخیص دهد. از آنجایی که این دسته از ربات‌ها معمولاً نیاز به تنظیم و آزمایش مداوم دارند، بسیاری چت بات‌های تولید شده قادر نیستند مکالمه را به‌طور کامل ادامه دهند و به نتیجه برسانند. از طرفی، تاکنون هیچ‌کدام از این ربات‌ها موفق نشده‌اند آزمون استاندارد تورینگ را پشت سر بگذارند. اصطلاح ChatterBot در اصل توسط مایکل مولدین (خالق اولین Verbot) در سال ۱۹۹۴ برای توصیف این برنامه‌های مکالمه ابداع شد.
چت بات‌ها در سیستم‌های گفتگو برای اهداف مختلفی از جمله خدمات مشتری، مسیریابی درخواست یا جمع‌آوری اطلاعات استفاده می‌شوند. در حالی که برخی از برنامه‌های چت بات از فرآیندهای طبقه‌بندی کلمات گسترده، پردازشگرهای زبان طبیعی و هوش مصنوعی پیچیده استفاده می‌کنند، برخی دیگر به سادگی کلمات کلیدی عمومی را اسکن می‌کنند و با استفاده از عبارات رایج به دست آمده از یک کتابخانه یا پایگاه دادهُ مرتبط، پاسخ تولید می‌کنند.
بیشتر چت بات‌ها به صورت آنلاین از طریق پنجره‌های بازشوی وب سایت یا از طریق دستیاران مجازی قابل دسترسی هستند. آنها را می‌توان در دسته‌های استفاده طبقه‌بندی کرد که عبارتند از: تجارت (تجارت الکترونیک از طریق چت)، آموزش، سرگرمی، ربات‌های شبکهُ اجتماعی، امور مالی، سلامت، اخبار و بهره‌وری. ربات‌های گفتگو اخیراً برای مقاصد اجرایی‌تری مانند کمک به صورت برخط، خدمات شخصی یا کسب اطلاعات به کار گرفته شده‌اند.

## پیشینه
در سال ۱۹۵۰ مقاله معروف آلن تورینگ با عنوان «ماشین‌های محاسباتی و هوش» منتشر شد که آنچه را که امروزه آزمون تورینگ نامیده می‌شود به عنوان معیار هوش مطرح می‌کند. این معیار به توانایی یک برنامه کامپیوتری برای جعل هویت انسان در یک مکالمه نوشتاری بلادرنگ همراه قضاوت انسانی بستگی دارد تا جایی که قاضی بطرزی قابل اعتمادی قادر به تشخیص - فقط بر اساس محتوای مکالمه -بین برنامه و یک انسان واقعی نباشد. بدنام بودن تست پیشنهادی تورینگ، علاقه زیادی را به برنامه جوزف وایزنبام ELIZA، که در سال ۱۹۶۶ منتشر شد، برانگیخت، برنامه ای که به نظر می‌رسید می‌تواند کاربران را فریب دهد تا تصور کنند با یک انسان واقعی صحبت می‌کنند. با این حال، خود وایزنبام ادعا نکرد که ELIZA واقعاً باهوش است، و مقدمه مقاله او آن را بیشتر به عنوان یک تمرین ابهام‌زدایی نشان داد:
در هوش مصنوعی، ماشین‌ها به گونه ای ساخنه می‌شوند که از خود رفتاری شگرف به نمایش بگذارن طوری که حتی افراد باتجربه در این زمینه را نیز غرق در تحسین کنند. اما همین که ساختار یک برنامه مشخص می‌شود و عملکرد درونی آن توضیح داده می‌شود، تأثیر گذاری آن روی افراد از بین می‌رود و شخص به خود می‌گوید: «می‌توانستم آن را بنویسم» با این فکر، او برنامه مورد نظر را از قفسه ای با علامت «هوشمند» به قفسه ای که برای کنجکاوها در نظر گرفته شده‌است منتقل می‌کند… هدف این مقاله این است که باعث شود دقیقاً چنین ارزیابی مجددی از برنامه ای که قرار است «توضیح داده شود» انجام شود. تعداد کمی از برنامه‌ها بیشتر به آن نیاز داشتند. روش کار کلیدی ELIZA (از آن زمان توسط طراحان ربات چت کپی شده‌است) شامل تشخیص کلمات یا عبارات سرنخ در ورودی، و خروجی پاسخ‌های از پیش آماده یا از پیش برنامه‌ریزی شده مربوطه است که می‌تواند مکالمه را به روشی ظاهراً معنی دار جلو ببرد. (مثلاً با پاسخ دادن به هر ورودی حاوی کلمه «مادر» با «به من بیشتر در مورد خانواده خود بگویید»).
بنابراین حتی اگر یک پردازش فقط سطحی باشد، یک توهم از فهم آن ایجاد می‌شود. الایزا نشان داد که ایجاد چنین توهمی به طرز شگفت‌آوری آسان است، زیرا قضات انسانی تا زمانی که پاسخ‌های مکالمه‌ای به عنوان «هوشمند» تفسیر شوند، به راحتی از شک و تردید استفاده می‌کنند.
طراحان رابط دریافته‌اند که آمادگی انسان‌ها برای تفسیر خروجی رایانه به‌عنوان محاوره‌ای واقعی (حتی زمانی که در واقع بر اساس تطبیق الگوی نسبتاً ساده است) می‌تواند برای اهداف مفید مورداستفاده قرار گیرد. بیشتر مردم ترجیح می‌دهند از برنامه‌هایی استفاده کنند که شبیه انسان هستند، و این به تکنیک‌های سبک چت‌بات نقش بالقوه مفیدی در سیستم‌های تعاملی می‌دهد که نیاز به استخراج اطلاعات از کاربران دارند، تا زمانی که این اطلاعات نسبتاً ساده و در دسته‌های قابل پیش‌بینی قرار می‌گیرند؛ بنابراین، برای مثال، سیستم‌های پشتیبان آنلاین می‌توانند به‌طور مفیدی از تکنیک‌های ربات چت برای شناسایی قسمت‌های کمکی مورد نیاز کاربران استفاده کنند، و به‌طور بالقوه یک رابط «دوستانه‌تر» نسبت به جستجوی رسمی‌تر یا سیستم منو ارائه می‌دهند. این نوع استفاده، چشم‌انداز انتقال فناوری چت بات را از «قفسه محفوظ شده برای کنجکاوها» Weizenbaum به آن «روش‌های محاسباتی واقعاً مفید» دارد.